# Hilda Gaxiola
Hilda Gaxiola Álvarez (Guamúchil, 14 de julho de 1972) é uma ex-jogadora de voleibol e de voleibol de praia mexicana. 

## Carreira
Formava dupla com María Teresa Galindo quando disputou os Jogos Olímpicos de Sydney de 2000 sendo eliminadas na repescagem.Nos Jogos Centro-Americanos e do Caribe de 2002 em San Salvadorao lado de Mayra Garcíaconquistou a medalha de ouro e com esta jogadora  foi medalhista de prata nos Jogos Pan-Americanos de 2003 sediado em Santo Domingodisputou os Jogos Olímpicos de Verão de 2004 em Atenas e terminaram na décima nona posição.